# Ōtenta
Das Ōtenta (jap. 大典太) ist ein japanisches Tachi-Schwert und ein Nationalschatz Japans. Das Schwert ist eines der tenka-goken („Fünf besten Schwerter unter dem Himmel“). Das Ōtenta soll der Legende nach vom Schwertschmied Tenta Mitsuyo (典太光世) in der späten Heian-Zeit hergestellt worden sein. Das Ōtenta hat eine Klingenlänge von ca. 66,1 Zentimetern, an der Spitze eine Klingenbreite von 2,5 Zentimetern und weist ein Sori von 2,7 Zentimetern auf. Das Ōtenta war ein Schatz des Ashikaga-Shōgunats. Nach dem Untergang des Ashikaga-Shōgunats wurde das Ōtenta von der Maeda-Familie verwahrt.